# Chamarea
Chamarea är ett släkte i familjen flockblommiga växter. Dess arter förekommer i Sydafrika och Lesotho.

## Arter
Släktet har fem accepterade arter:
- Chamarea capensis (Thunb.) Eckl. & Zeyh.
- Chamarea esterhuyseniae B.L.Burtt
- Chamarea gracillima (H.Wolff) B.L.Burtt
- Chamarea longipedicellata B.L.Burtt
- Chamarea snijmaniae B.L.Burtt